# Rimularia intercedens
Rimularia intercedens är en lavart som först beskrevs av Hugo Magnusson., och fick sitt nu gällande namn av Coppins. Rimularia intercedens ingår i släktet Rimularia och familjen Trapeliaceae.  Arten är reproducerande i Sverige. Inga underarter finns listade i Catalogue of Life.